# Coachella Valley Music and Arts Festival

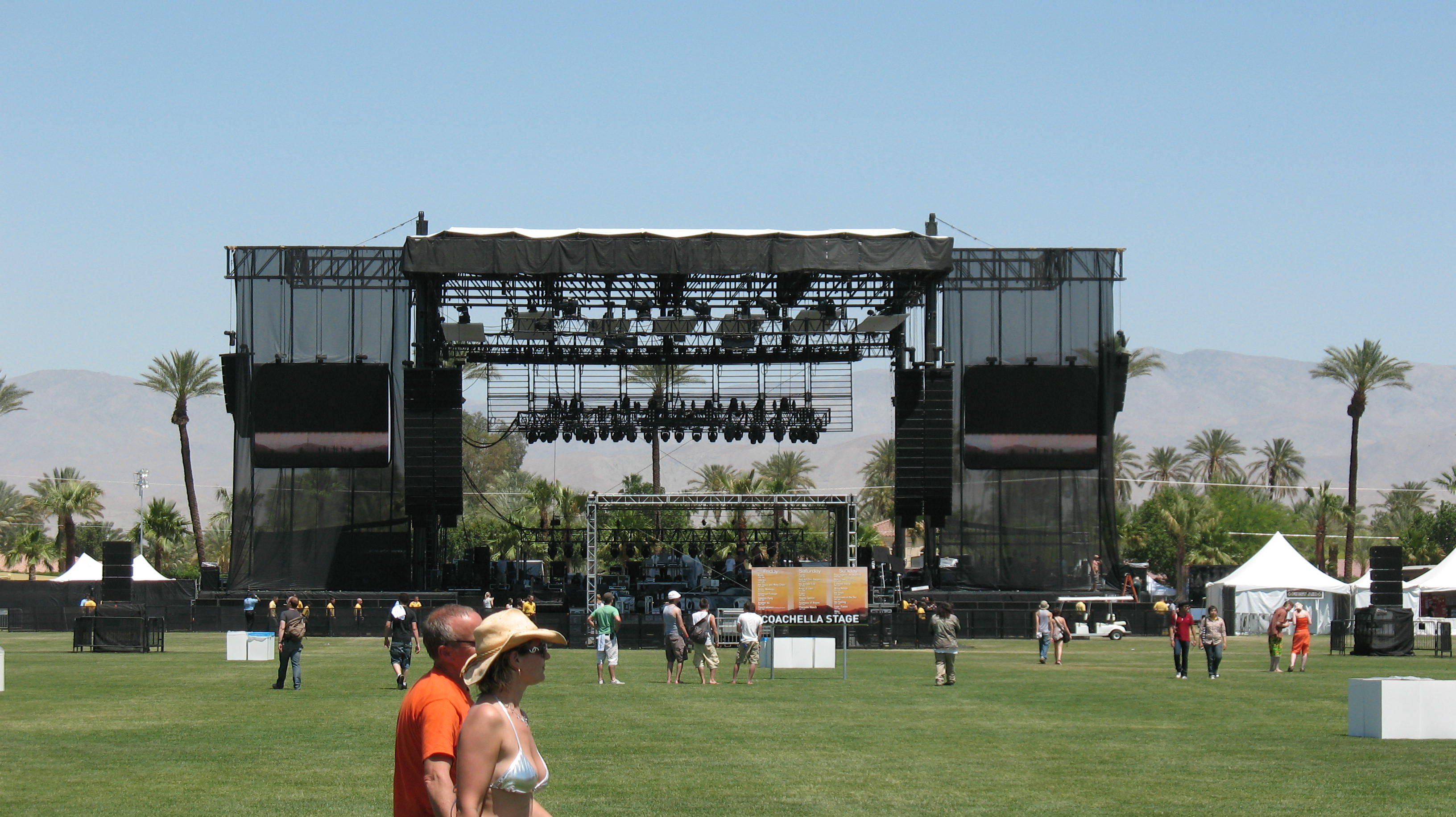
Huvudscenen på Coachella 2007.

The Coachella Valley Music and Arts Festival, i folkmun ofta bara Coachella, är en årlig musikfestival som hålls på Empire Polo Fields i Indio i Kalifornien sedan 1999. På festivalen spelar band inom flera genrer, bland annat rock, hiphop och elektronisk musik fått sitt namn av Coachella Valley i nordvästra Coloradoöknen, har sedan starten varit en tvådagarsfestival, med undantag för 2001 års festival som bara var en dag. 2007 förlängdes festivalen till tre dagar. Vädret på platsen är typiskt mycket varmt under festivaldagarna i slutet av april, och temperaturen kan nå upp till 40 grader Celsius.
Förutom musik bjuder festivalen på utställningar av installationer och konstverk, många interaktiva. Många av de artister som ställer ut på Coachella har också dykt upp på Burning Man-festivalen.

## Historik
Den första Coachellafestivalen hölls den 10 och 11 oktober 1999. Den lockade cirka 25 000 besökare och band som Beck, The Chemical Brothers, Tool och Rage Against the Machine. Några problem uppstod under festivaldagarna. Bland annat var det inte tillåtet med camping på festivalområdet – detta till följd av det tumult som hade uppstått på Woodstock 99. Festivalen ska dessutom inte ha inbringat tillräckligt med pengar för att gå runt, vilket tros vara anledningen till att festivalen inte hölls 2000.
2001 gjordes ett nytt försök. Festivalen flyttades till april för att undvika sensommarhettan, och förkortades till bara en dag. Arrangörerna hade dock problem att få fram ett dragplåster för att locka publik. Bara några månader före festivalen lyckades de dock få Perry Farrell att återförena Jane's Addiction för att framträda på Coachellas huvudscen.
Till 2002 års festival, som återgick till att vara två dagar lång, kom Björk och Oasis, och dessutom återförenades Siouxsie & the Banshees. Festivalen hade vid det här laget blivit riktigt stor, och året därpå var band som Red Hot Chili Peppers och The Beastie Boys dragplåstren.
2004 var det första år då festivalbiljetterna sålde slut. Bland de stora banden som spelade fanns ett återförenat Pixies, samt Radiohead, The Cure och Kraftwerk.
Till 2007 års festival återförenades Rage Against the Machine. Samma år uppträdde  Scarlett Johansson tillsammans med The Jesus and Mary Chain, vilket ledde till stora rubriker
Till 2012 års festival uppträdde den sedan 16 år döda rapparen Tupac Shakur i form av ett hologram. Eftersom många hävdar att rapparen iscensatt sin egen död trodde många av åskådarna att han nu var tillbaka.